# Cymodoce trilobata
Cymodoce trilobata är en kräftdjursart som beskrevs av Miers in Hansen 1905. Cymodoce trilobata ingår i släktet Cymodoce och familjen klotkräftor. Inga underarter finns listade i Catalogue of Life.